# ۵۱۹ (قمری)
۵۱۹ (قمری)، پانصد و نوزدهمین سال در گاهشماری هجری قمری است. اول محرم این سال برابر با چهاردهم فوریه سال ۱۱۲۵ میلادی است.